# روی گودل
روی گودل (به انگلیسی: Roy Goodall) بازیکن فوتبال زادهٔ ۳۱ دسامبر ۱۹۰۲ اهل کشور انگلستان بود که سابقهٔ بازی در تیم ملی فوتبال انگلستان را در کارنامهٔ خود دارد. وی در تاریخ ۱۷ آوریل ۱۹۲۶ نخستین بازی ملی خود را در مقابل تیم ملی فوتبال اسکاتلند انجام داد و با حضور در ۲۵ بازی ملی، در تاریخ ۶ دسامبر ۱۹۳۳ واپسین بازی ملی‌اش را در برابر تیم ملی فوتبال فرانسه برگزار کرد.